# NGC 26

NGC 26

إن جي سي 26 التي يرمز لها بالرمز NGC 26، هي مجرة، في كوكبة الفرس الأعظم.

## الاكتشاف
اكتشفت في 14 سبتمبر 1865، بواسطة Heinrich Louis d'Arrest.